# 김디도
디도(본명: 김중원, 1986년 1월 26일~)는 대한민국의 남자 성우, 방송인이다. 대원방송 성우극회 소속으로 2010년 대원방송 성우극회 공채 2기로 입사하였다.

## 출연 작품
- 채널동아, 웰컴투 메디코리아
- SBS, 대한민국 국민고시
- tvN, 막돼먹은 영애씨 시즌4
- 영화 달콤한 거짓말 OST, 좋은날 (브라운 아이드 걸스)
- 올리브TV 그녀의 아름다운 도전
- 갈 데까지 가보자 (채널A)
- 넷플릭스 키바오 클래셔스 - 존
- 쿠키건강TV 간호사들
- HQ플러스 천사의 사랑 - 아들
- 넷플릭스 울프 블러드 시즌1 - 톰
- 넷플릭스 울프 블러드 시즌2 - 톰,알릭
- 프라임 비디오 울프 블러드 시즌3 - 톰
- 프라임 비디오 울프 블러드 시즌4 - 톰
- 프라임 비디오 울프 블러드 시즌5 - 톰

## 내레이션
- MBC 다큐스페셜 (MBC)
- FTV - 더 히트
- FSTV - 물따라 인연따라, 꾼스클럽
- 생활건강TV - 치유밥상
- 맥도날드 - 혈액형에 관한 간단한 고찰
- 디즈니 주니어 - 제이크와 네버랜드 해적들

### 애니메이션
- 달의 요정 세일러문 (대원방송) - 레온 (치바 마모루)/턱시도 가면
- 원피스 Original - 버기, 요삭
- SD건담 삼국전 - 황개, 이유, 고순, 곽가, 문추
- 가면라이더 더블 - 박지만, 산타
- 가면라이더 디케이드 - 아기토 (쇼이치),류우가 (사토),신켄쟈 골드 (우메미야 겐타)
- 짱구는 못말려 극장판: 엄청난 태풍을 부르는 금창의 용사 - 고뭉치
- 짱구는 못말려 극장판: 포효하라! 떡잎 야생왕국 - 남대원
- 짱구는 못말려 극장판: 초시공! 태풍을 부르는 나의 신부 - 어른 맹구
- 도라에몽 극장판 - 진구와 날개의 용사들 - 크로우
- 드래곤볼 카이 - 인조인간 19호
- 디지몬 크로스워즈 (챔프) - 바리스타몬
- 매일엄마 (SBS) - 연해진
- 몬스터 버스터 클럽 (애니박스) - 랄프
- 미라클체인지 퍼펙트반장 - 류민, 규범
- 뱀파이어 프린세스 - 타마키, 로젠만
- 블루 드래곤 - 천계의 7룡 - 알뤼르, 파기노
- 소년탐정 김전일 Original - 쿠조 쇼타로, 츠지 켄지, 카모시타 아키라, 반도 코자부로, 요시다 아키라
- 슬램덩크 극장판 (애니박스) - 김대남
- 신령사냥 - 에이치
- 우리들이 있었다 - 코사카
- 유희왕 5D's - 시로코, 요시조
- 유희왕 ZEXAL - (챔프) - 무달
- 코쿠리코 언덕에서 - 야마자키
- 파워레인저 캡틴포스 (챔프) - 젤러시트 (제라싯트) / 도몬 (타임 옐로), 박태환 (마스크맨 블루)
- 페어리 테일 - 리더스, 아리아, 비지터, 밥, 히비키 레이티스, 나디 , 잔쿠로
- 후레쉬 프리큐어 - 경훈, 아성
- 프렌즈 : 몬스터 섬의 비밀 - 아졸려
- 하트캐치 프리큐어! (대원방송) - 묘도인 사츠키 (강해진), 쿠루미 류노스케 (최수현), 듄
- 엉뚱발랄 재키캣 (애니원) - 바톨로뮤
- 키즈tv 과학수사대(MBC)
- 어글리 돌 - 멘디

### 특촬물
- 파워레인저 미라클포스
- 파워레인저 캡틴포스 - 젤러시트
- 파워레인저 고버스터즈 - 수호
- 파워레인저 다이노소울 - 멜트(소울 블루)

### 게임
- 카오스 온라인 - 세드릭
- 프리스타일 2 - 로이드
- 갓 오브 하이스쿨 - 나탁
- 연애일기 for kakao - 에반
- 하스스톤 - 촛불수염, 라카니슈
- 화이트데이 2: 스완송 - 송진우
- 프렌즈레이싱 - 프로도
- 토탈 워: 삼국 - 곽가
- 미라클 - 조슈아
- 러브 앤 프로듀서 - 내레이션
- 피망 타짜
- 크리티카 - 체술사